# Těmrjuk
Těmrjuk (rusky Темрюк) je město v Krasnodarském kraji v Ruské federaci. Při sčítání lidu v roce 2010 měl osmatřicet tisíc obyvatel.

## Poloha
Těmrjuk leží nedaleko severního pobřeží Tamaňského poloostrova na pravém břehu jihozápadního ramene Kubáně nedaleko jeho ústí do Azovského moře. Od Krasnodaru, správního střediska kraje, je vzdálen přibližně 130 kilometrů západně.

## Dějiny
Během mongolského vpádu do Evropy zde tito po dobytí Kubáně založili roku 1237 sídlo.
Ve 14. století zde byla z kolonií Janovské republiky. Tu dobyl roku 1483 Krymský chanát.
V 16. století dobyl s podporou Ruska Tamaňský poloostrov kabardský kníže Těmrjuk a postavil zde pevnost Novy Těmrjuk. V roce 1570 dobyli Krymští Tataři oblast zpět.
V 17. a 18. století patřila oblast Osmanské říši. Ruské impérium ji dobylo zpět v rámci rusko-turecké války v letech 1768–1774.
Za druhé světové války byl Těmrjuk 24. srpna 1942 obsazen německou armádou a 27. září 1943 dobyt zpět jednotkami Severokavkazského frontu Rudé armády.